# V1280 Scorpii

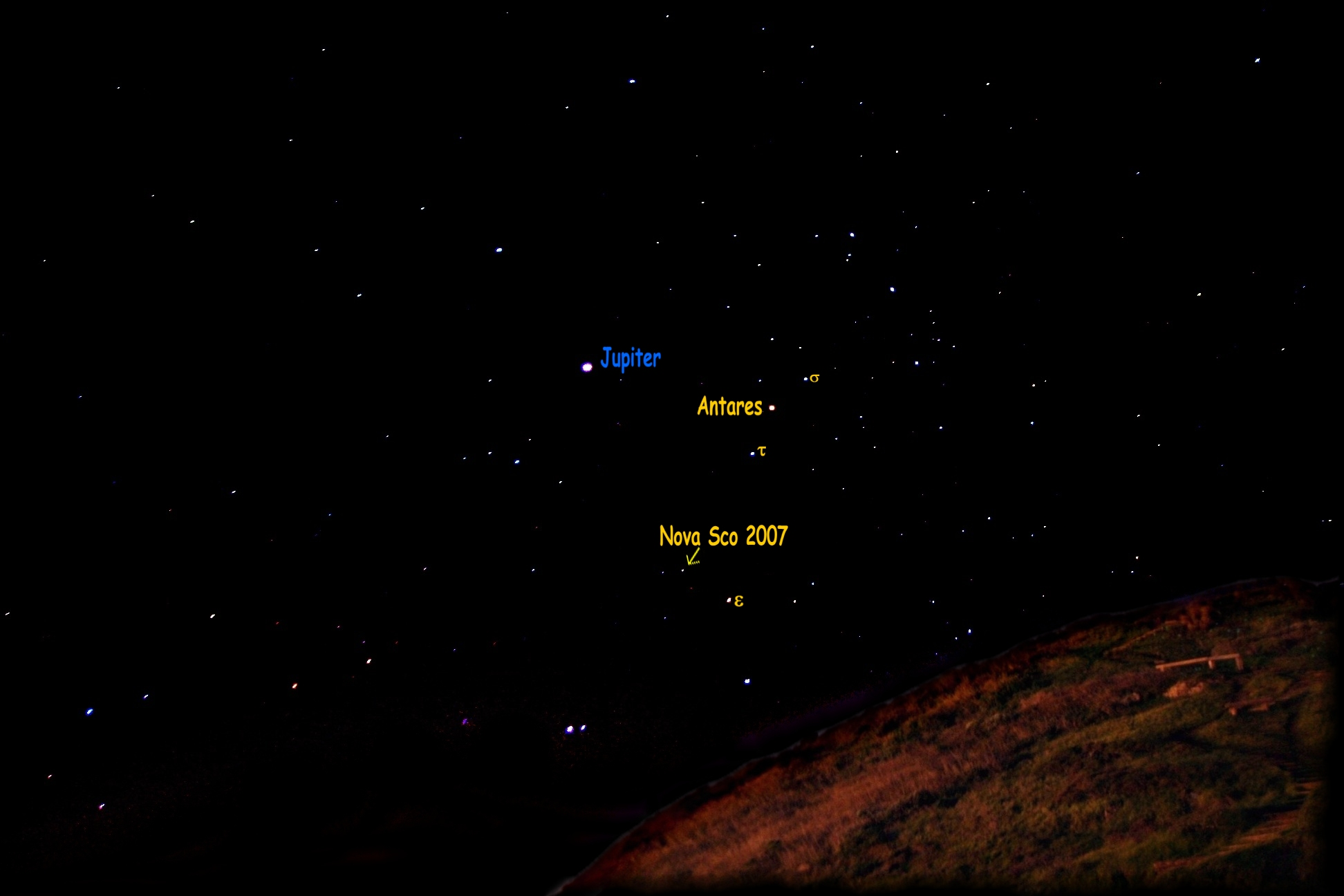
Nova V1280 Scorpii

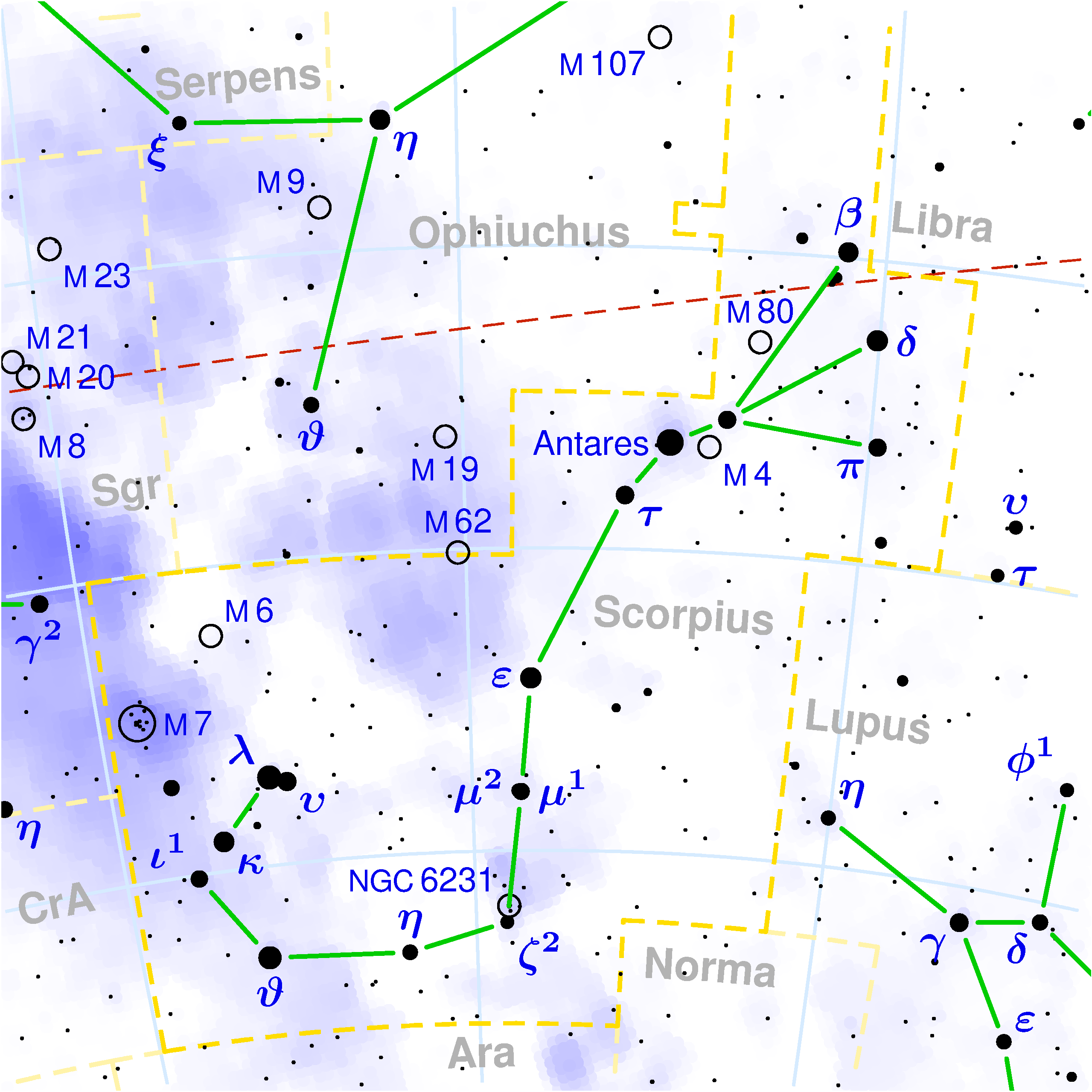
Sternbild Skorpion

V1280 Scorpii (auch Nova Scorpii 2007) ist eine Nova, die im Februar 2007 im Sternbild Skorpion südlich von M62 erstmals beobachtet wurde. Die Nova gehörte der 9. Größenordnung an, als sie um den 4. Februar 2007 unabhängig von Yuji Nakamura und Yukio Sakurai aus Japan entdeckt wurde. Am 17. Februar 2007 erreichte sie mit einer Helligkeit von 3,79m ihren Höhepunkt und war damit eine der hellsten Novenen der letzten Jahrzehnte. Der Anstieg zum Maximum war ungewöhnlich langsam. Der Rückgang beschleunigte sich nach dem Maximum plötzlich, verlangsamte sich dann wieder und zeigte dabei Variationen, bis er etwa drei Monate später eine vorläufige minimale Helligkeit von 15m aufwies. Das System hellte dann 104 Tage nach dem Maximum unerwartet um 3m auf und wurde danach erneut abgeblendet, wobei ein Minimum von 16m erreicht wurde. Es hellte sich dann wieder auf und hält gegenwärtig bei etwa 10,5m (Stand 2008). Es wird geschätzt, dass das System eine Gesamtstaubmenge von mehr als 30 Erdmassen überschritten hat. Mit einem Röntgenbild wurde beobachtet, dass das System und seine Schale die damit „nur zweite kohlenstoffreiche staubbildende Nova“ ist, die bei diesen Wellenlängen zu sehen ist. Diese Form der genauen Untersuchung der Staubhülle der Nova ist wichtig, um zu verstehen, wie Staub im Universum entsteht. Zudem bietet sie auch die Möglichkeit, Methoden zur Entfernungsbestimmung mithilfe der Expansionsrate von Staubschalen zu testen.

## Koordinaten
- Rektaszension: 16h 57m 41s.26[2]
- Deklination: −32° 20' 35".6